# JAP (chanson)
Pour les articles homonymes, voir JAP.
Singles de Abingdon Boys School
STRENGTH. Kimi no uta
JAP est le sixième single du groupe de J-Rock Abingdon Boys School. Le morceau principal a été utilisé pour le générique de début de l'anime Sengoku Basara (anime).

## Liste des morceaux
1. JAP - 3:58
2. Valkyrie - 4:23

## Musiciens
- Takanori Nishikawa - chant
- Sunao - guitare
- Hiroshi Shibasaki - guitare
- Toshiyuki Kishi - clavier